# Câmpia Turzii
Câmpia Turzii (węg. Aranyosgyéres) – miasto położone w Siedmiogrodzie, w środkowej części Rumunii, w południowo-wschodniej części okręgu Kluż.
Leży nad rzeką Arieș (dopływ Maruszy). Miejscowość przyjęła obecną nazwę na skutek połączenia w roku 1925 jego dwóch części. Powierzchnia wynosi 23,78 km², z czego większość to grunty rolne. Liczy około 27 tys. mieszkańców. Pierwsze wzmianki o dzisiejszym powiecie Câmpia Turzii występują w 1219 r. w dokumencie redagowanym przez kancelarię królewską wsi Sincrai.
W mieście rozwinął się przemysł metalowy, elektrotechniczny, włókienniczy oraz materiałów budowlanych.

## Miasta partnerskie
- Kisbér; Mohacz
- Siemianowice Śląskie